# Чучи (Кировская область)
 Чучи — деревня в Кировской области. Входит в состав муниципального образования «Город Киров»

## География
Расположена на расстоянии менее 3 км на север от поселка Лянгасово.

## История
Известна с 1802 года как деревня Шалаевская в 4-м селении с 3 дворами. В 1873 году здесь (Шалаевская 4-я или Чучи) дворов 8 и жителей 48, в 1905 13 и 93, в 1926 (Чучи или Волки, Шалаевская 4-я) 19 и 135, в 1950 27 и 114, в 1989 10 жителей. Настоящее название утвердилось с 1939 года. Административно подчиняется Ленинскому району города Киров.

## Население
Постоянное население составляло 11 человек (русские 100%) в 2002 году, 11 в 2010.